# Trac
Trac — вільний браузерний застосунок для управління проєктами.
Він включає в себе: 
- платформу для управління репозиторіями subversion та Git;
- Вікі систему, для опису помилок, які виникають, виконання заміток під час розробки, а також просто документування;
- систему відстежування помилок (bug-tracker).

В основному Trac розроблений для проєктів розробки програмного забезпечення, але також може бути використаний як звичайна вікі-система.
Trac розроблений на мові програмування python та розповсюджується за модифікованою ліцензією BSD. Для зберігання даних можуть застосовуватися СУБД SQLite, PostgreSQL та MySQL / MariaDB.
Trac дотримується мінімалістичного підходу до управління проєктом і дозволяє автоматизувати типові рутинні операції з мінімальним впливом на вже сформовані в середовищі розробників процеси і правила. Вбудований wiki-рушій дає можливість використовувати wiki-розмітку в описах проблем, цілей і комітів. Підтримується створення посилань і організація зв'язків між повідомленнями про помилки, завданнями, змінами в коді, файлами і wiki-сторінками. Для відстеження всіх подій і активності в проєкті пропонується інтерфейс у вигляді шкали часу.
У формі плагінів доступні модулі для ведення новинних стрічок, створення дискусійного майданчика, проведення опитувань, взаємодії з різними системами безперервної інтеграції, генерації документації в Doxygen, управління завантаженнями, відправки повідомлень через Slack. Trac забезпечує інтерфейс для Subversion та Git. Проте існують також додатки для інших систем управління версіями, таких як Mercurial, Darcs та Perforce.

## Дивись також
- Apache Bloodhound, відгалуження Apache Software Foundation